# Amante para dos
Amante para dos es una película cómica argentina, cuyos protagonistas principales son Alberto Olmedo, Moria Casán y Tato Bores, estrenada el 13 de agosto de 1981.

## Argumento
Mauricio y Alberto son amigos y trabajan en una compañía de seguros. Aparentemente tienen personalidades muy disímiles, ya que Alberto es un picaflor que vive cortejando a cuanta mujer puede y Mauricio es serio y amante de su esposa. En realidad, Mauricio mantiene una relación oculta con una vedette llamada Mónica, quien constantemente lo pone en apuros cuando le pide que se separe de su mujer y se vaya a vivir con ella. Alberto, enterado de esto, le propone a Mauricio que le pase su amante a él, y Mónica pasa a ser su amante estable.
Las mujeres de Mauricio y Alberto comienzan a sospechar y todo se complica, y ellos llegan a la conclusión de que mantener a Mónica es muy peligroso para ambos.

## Reparto
- Alberto Olmedo ... Alberto Fornari
- Moria Casán ... Mónica Méndez
- Tato Bores ... Mauricio Galperín
- Estela Molly ... Betina
- Carlos del Burgo ... Pocho Pianetti
- Luisa Albinoni ... Gladys
- Cristina Allende ... Felisa
- Valeria Pani ... Silvia
- Arturo Satany
- Délfor Medina
- Jorge Porcel ... Gordo en restaurante
- Gloria Ugarte
- Lía Fernández
- Jorgelina Aranda
- Alejandra Aquino ... María Rosa
- Marisa Arbos
- Alejandra Barquín
- Juan Buryúa Rey
- Gabriela Fernández
- Gloria Gueddes
- Juan Carlos Iglesias
- Délfor Medina
- Raúl Monzo
- Oscar Roy
- León Sarthié
- Maritte Serrano
- Marta Spatola
- Petty Castillo ... Petty